# 승학초등학교
승학초등학교는 대한민국 부산광역시 사하구에 있는 공립 초등학교이다.

## 학교 연혁
- 1981년 5월 20일: 개교
- 2022년10월 첨단미래교실 개관
- 2023년10월 도서관 리모델링
- 2024년 12월 IB 인증학교 달성
- 2025년 3월 제 17대 윤ㅇ선 교장 취임

## 참고 자료
- 승학초등학교 - 한국교육학술정보원 학교알리미